# Гжибова-Гура (Свентокшиське воєводство)
Гжибова-Гура (пол. Grzybowa Góra) — село в Польщі, у гміні Скаржисько-Косьцельне Скаржиського повіту Свентокшиського воєводства.
Населення — 1008 осіб (2011).
У 1975-1998 роках село належало до Келецького воєводства.

## Демографія
Демографічна структура на день 31 березня 2011 року:
|          | Загалом | Допрацездатний вік | Працездатний вік | Постпрацездатний вік |
| -------- | ------- | ------------------ | ---------------- | -------------------- |
| Чоловіки | 501     | 94                 | 352              | 55                   |
| Жінки    | 507     | 101                | 284              | 122                  |
| Разом    | 1008    | 195                | 636              | 177                  |